# Конєво (Ковригинська сільрада)
Конєво (рос. Конево) — присілок в Городецькому районі Нижньогородської області Російської Федерації.
Населення становить 29 осіб. Входить до складу муніципального утворення Ковригинська сільрада.

## Історія
Від 2009 року входить до складу муніципального утворення Ковригинська сільрада.

## Населення
| 2002 | 2010 |
| ---- | ---- |
| 32   | ↘29  |